# سیست‌آدنوکارسینوم موسینی
سیست‌آدنوکارسینوم موسینی (انگلیسی: Mucinous cystadenocarcinoma) نوعی تومور از خانوادهٔ سیست‌آدنوکارسینوم است.
سیست‌آدنوکارسینوم موسینی ممکن است در پستان و همچنین در تخمدان رخ دهد. تومورها به‌طور معمول چند حفره‌ای با کیست‌های مختلف صاف و دیواره نازک هستند. در داخل کیست‌ها بقایای خونریزی یا تکه‌های باقی‌ماندهٔ سلول یافت می‌شود.